# Номики
Номики (пол. Nomiki) — село в Польщі, у гміні Сокулка Сокульського повіту Підляського воєводства.
Населення — 203 особи (2011).
У 1975-1998 роках село належало до Білостоцького воєводства.

## Демографія
Демографічна структура станом на 31 березня 2011 року:
|          | Загалом | Допрацездатний вік | Працездатний вік | Постпрацездатний вік |
| -------- | ------- | ------------------ | ---------------- | -------------------- |
| Чоловіки | 92      | 11                 | 61               | 20                   |
| Жінки    | 111     | 18                 | 57               | 36                   |
| Разом    | 203     | 29                 | 118              | 56                   |